# ГЕС-ГАЕС Вето I, II
ГЕС-ГАЕС Веїто I, II (фр. Veytaux) — гідроелектростанція на південному заході Швейцарії.
Водосховище станції спорудили у сточищі річки Онгрен (ліва притока Сарін, яка своєю чергою є лівою притокою Ааре), що дренує західну кінцівку Бернських Альп неподалік від Женевського озера. Зазначену річку та її ліву притоку Petit Hongrin перекрили двома розташованими поруч арковими греблями висотою 123 та 95 метрів при загальній довжині по гребеню 600 метрів, на спорудження яких пішло 345 тис. м3 матеріалу. Це утворило сховище із площею поверхні 1,6 км2 та об'ємом 52 млн м3. Окрім прямого стоку, водосховище поповнюється за допомогою кількох дериваційних тунелів довжиною 20 км, які транспортують ресурс від восьми водозаборів на річках Eau-Froide (тече у Женевське озеро), Plans, Tompey (притоки попередньої), Sepey, Raverette (притоки Grande Eau, правої притоки Рони), Ruisseau des Champs, Torneresse (які і Hongrin є лівою притокою Сарін) та L'Eau-Froide (притока попередньої).
Притому, що Hongrin належить до басейну Рейну, машинний зал розташували неподалік Женевського озера, через яке протікає Рона. До нього прокладено головний дериваційний тунель довжиною 8 км та діаметром від 4 до 2,9 метра, що переходить у напірну шахту довжиною 1,4 км та діаметром 2,9 метра. В цілому така схема забезпечує роботу з напором у 883 метри.
Машинний зал станції, введеної в експлуатацію у 1971 році, обладнали чотирма гідроагрегатами із турбінами типу Пелтон потужністю по 60 МВт та насосами. Останні дозволяють працювати в режимі гідроакумуляції, перекачуючи воду із Женевського озера (з яким машинний зал з'єднаний тунелем довжиною кілька сотень метрів) до водосховища Онгрен.
На початку 21 століття розвиток відновлюваної енергетики викликав підвищену потребу в балансувальних потужностях. Тому вирішили подвоїти можливості станції Veytaux шляхом спорудження другої черги, яка ввійшла в експлуатацію в 2017 році. Вона так само обладнана турбінами типу Пелтон та має потужність у 240 МВт, проте для цього знадобились лише два гідроагрегати. Обладнання розміщено під землею у залі розміром 100х25 метрів та висотою 57 метрів. Поява Veytaux ІІ дозволила вивести один із агрегатів Veytaux І (60 МВт) у резерв.
Зв'язок із енергосистемою забезпечують ЛЕП, що працюють під напругою 220 (Веїто I) та 380 (Веїто IІ) кВ.